# Vermählung mit dem Meer

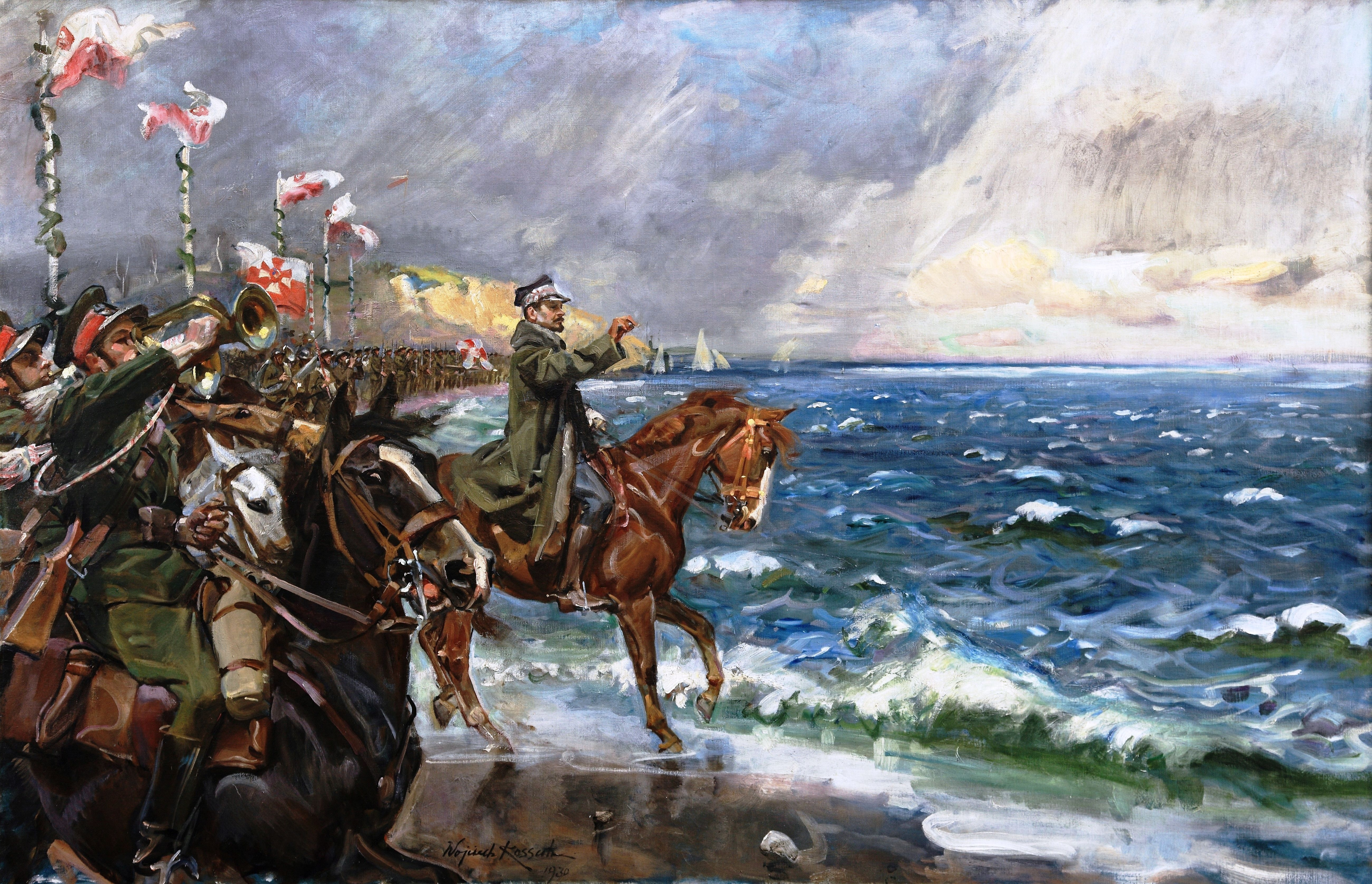
Polens Vermählung mit dem Meer von 1920 (Gemälde von Wojciech Kossak)

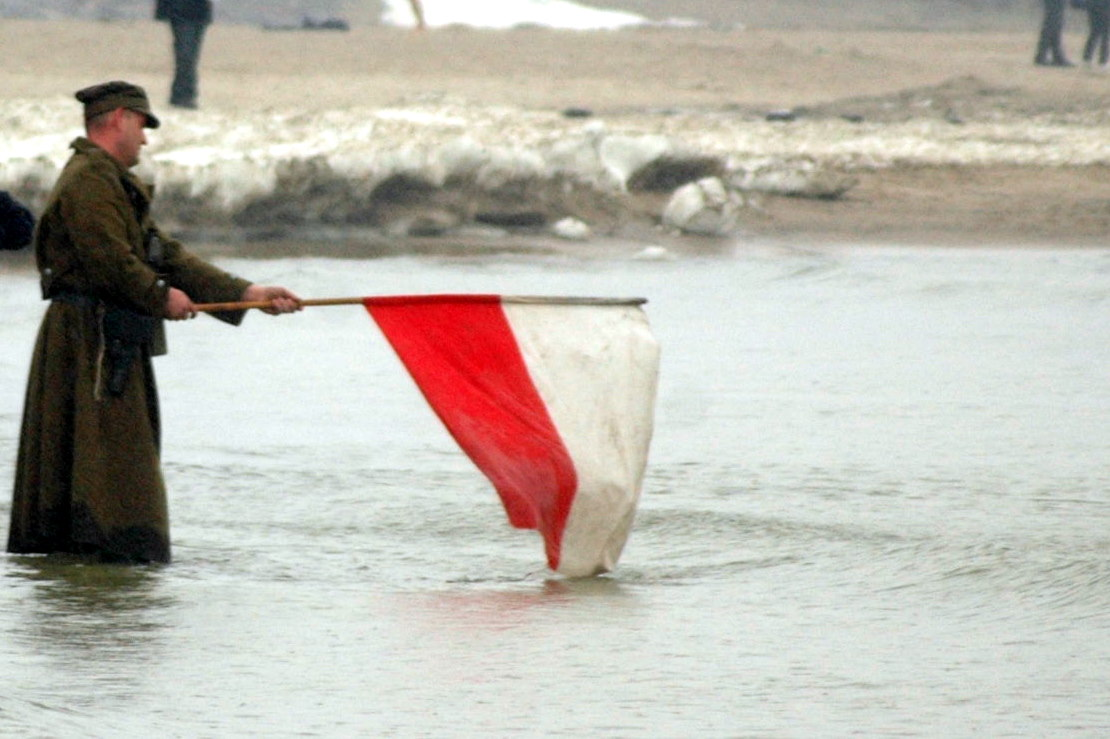
Die Zeremonie in Kolberg 2010

Die Vermählung mit dem Meer ist der Name für zwei Ereignisse in der Geschichte Polens im 20. Jahrhundert, die sich auf die Wiederherstellung des souveränen Zugangs des polnischen Staates zur Ostsee beziehen.

## 1920
Am 10. Februar 1920 kam General Józef Haller mit Vertretern der Regierung, Offizieren, katholischen Geistliche und Künstlern in die Stadt Puck, die nach dem Versailler Vertrag nun Polen zugesprochen worden war. Als ein Zeichen der Verbundenheit Polens mit dem Meer warf er einen Ring aus Platin in die Ostsee. Mit dem Zugang zum Meer sah sich das wiedererrichtete Polen als unabhängiger Staat. In den 1930ern entstand eine eigene „Meeresideologie“, verbunden mit wirtschaftlichen Hoffnungen durch den Meereszugang, kolonialen Phantasien und dem Ziel geringerer Abhängigkeit von den mächtigen Nachbarn Deutschland und der Sowjetunion.

## 1945
Nach der Eroberung Kolbergs am 18. März 1945 fanden in der Nähe des heutigen Leuchtturms die Feierlichkeiten der Vermählung mit dem Meer statt, bei denen der Korporal Niewidziajło einen Ring in die Wellen als Zeichen der Zugehörigkeit der Ostsee zu Polen warf. Diese Zeremonie wird jedes Jahr an dem besagten Datum wiederholt, um daran zu erinnern, dass Polen den Zugang zum Meer wiedergewonnen hat. An das Ereignis erinnert das 1963 enthüllte Denkmal der Vermählung Polens mit dem Meer des polnischen Bildhauers Wiktor Tołkin (1922–2013).